# Флоріан Стемпняк
Флоріан Стемпняк (пол. Florian Stępniak, справжнє прізвище Józef Stępniak, 3 січня 1912, Жджари — 12 серпня 1942, Дахау) — блаженний Римсько-католицької церкви, чернець, мученик. Входить в число 108 блаженних польських мучеників, беатифікованих римським папою Іоанном Павлом II під час його відвідин Варшави 13 червня 1999 року.

## Біографія
Після закінчення середньої школи вступив до чернечого ордену Братів Менших Капуцинів. У 1938 році склав монашу обітницю, після чого почав навчання в Люблінському Католицькому Університеті, одночасно виконуючи пастирські обов'язки в монастирі капуцинів у Любліні.

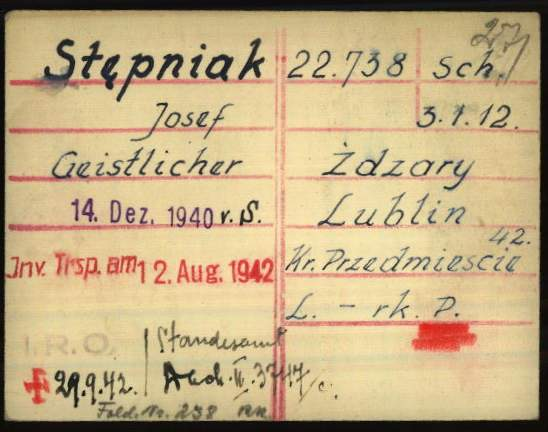
Реєстраційна картка Флоріана Стемпняка як в'язня в концтаборі Дахау. Записана дата загибелі (сигналізується червоним хрестом) — 29.09.1942 р., а не 12.08.1945 р., як це часто зазначається.

Був заарештований 25 січня 1940 року й інтернований у концентраційний табір Дахау, де загинув у газовій камері 12 серпня 1942 року.

## Уславлення
13 червня 1999 був беатифікований папою Іоанном Павлом II разом з іншими польськими мучениками Другої світової війни.
День пам'яті — 12 червня.